# يويل لهتونن

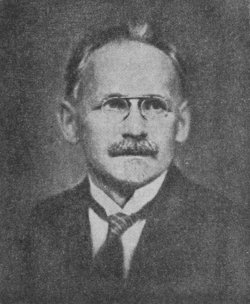
يويل لهتونن

يويل لهتونن (Joel Lehtonen؛ سآمينكين، 11 نوفمبر 1881 - هووبالهتي، 20 نوفمبر 1934) مؤلف ومترجم وناقد وصحافي فنلندي. ولد في سآمينكين بالقرب من سافونلينا وانتحر في نوفمبر عام 1934. كانت طفولته يتيمة الأب بائسة الحالة ، عانت والدته ضعفاً عقلياً وعاش يويل نفسه في فقر مـُدقع. ساندت السيدة التي تولت أموره تعليمه فتمكن لهتونن من دراسة الأدب لبضع سنوات في جامعة هلسنكي ، ولكنه تسرب دون التخرج.
كمؤلف ، بدأ كرومانسي حديث ، ولكن بعد الحرب الأهلية الفنلندية تحولت نظرته إلى التشاؤم العميق والشك.

## روابط خارجية
- يويل لهتونن على موقع IMDb (الإنجليزية)
- يويل لهتونن على موقع الموسوعة البريطانية (الإنجليزية)
- يويل لهتونن على موقع ميوزك برينز (الإنجليزية)
- يويل لهتونن على موقع قاعدة بيانات الفيلم (الإنجليزية)